# Vòng loại Giải vô địch bóng đá thế giới 2022 – Khu vực châu Âu (Bảng C)
Bảng C là 1 trong 10 bảng đấu tại vòng loại World Cup khu vực châu Âu, đóng vai trò xác định những đội giành quyền dự vòng chung kết World Cup 2022 ở Qatar. Bảng C gồm có 5 đội: Ý, Thụy Sĩ, Bắc Ireland, Bulgaria và Litva. Các đội sẽ thi đấu vòng tròn 2 lượt sân nhà - sân khách.
Đội nhất bảng sẽ giành vé trực tiếp đến World Cup 2022, trong khi đội nhì bảng sẽ giành quyền dự vòng 2 (play-offs).

## Bảng xếp hạng
| VT | Đội         | ST | T | H | B | BT | BB | HS  | Đ  | Giành quyền tham dự |     | Thụy Sĩ | Ý   | Bắc Ireland | Bulgaria | Litva |
| -- | ----------- | -- | - | - | - | -- | -- | --- | -- | ------------------- | --- | ------- | --- | ----------- | -------- | ----- |
| 1  | Thụy Sĩ     | 8  | 5 | 3 | 0 | 15 | 2  | +13 | 18 | FIFA World Cup 2022 |     |         | 0–0 | 2–0         | 4–0      | 1–0   |
| 2  | Ý           | 8  | 4 | 4 | 0 | 13 | 2  | +11 | 16 | Vòng 2              |     | 1–1     |     | 2–0         | 1–1      | 5–0   |
| 3  | Bắc Ireland | 8  | 2 | 3 | 3 | 6  | 7  | −1  | 9  |                     |     | 0–0     | 0–0 |             | 0–0      | 1–0   |
| 4  | Bulgaria    | 8  | 2 | 2 | 4 | 6  | 14 | −8  | 8  |                     | 1–3 | 0–2     | 2–1 |             | 1–0      |       |
| 5  | Litva       | 8  | 1 | 0 | 7 | 4  | 19 | −15 | 3  |                     | 0–4 | 0–2     | 1–4 | 3–1         |          |       |

## Các trận đấu
Lịch thi đấu được công bố bởi UEFA vào ngày 8 tháng 12 năm 2020, một ngày sau khi bốc thăm. Giờ hiển thị là giờ châu Âu/giờ mùa hè châu Âu, được liệt kê bởi UEFA (giờ địa phương, nếu có sự khác biệt, sẽ được hiển thị trong ngoặc đơn).
| Bulgaria     | 1–3                         | Thụy Sĩ                                 |
| ------------ | --------------------------- | --------------------------------------- |
| Despodov 46' | Report (FIFA) Report (UEFA) | - Embolo 7' - Seferović 10' - Zuber 13' |

| Ý                            | 2–0                         | Bắc Ireland |
| ---------------------------- | --------------------------- | ----------- |
| - Berardi 14' - Immobile 39' | Report (FIFA) Report (UEFA) |             |

| Bulgaria | 0–2                         | Ý                                     |
| -------- | --------------------------- | ------------------------------------- |
|          | Report (FIFA) Report (UEFA) | - Belotti 43' (ph.đ.) - Locatelli 83' |

| Thụy Sĩ      | 1–0                         | Litva |
| ------------ | --------------------------- | ----- |
| - Shaqiri 2' | Report (FIFA) Report (UEFA) |       |

| Litva | 0–2                         | Ý                                    |
| ----- | --------------------------- | ------------------------------------ |
|       | Report (FIFA) Report (UEFA) | - Sensi 48' - Immobile 90+4' (ph.đ.) |

| Bắc Ireland | 0–0                         | Bulgaria |
| ----------- | --------------------------- | -------- |
|             | Report (FIFA) Report (UEFA) |          |

| Ý            | 1–1                         | Bulgaria       |
| ------------ | --------------------------- | -------------- |
| - Chiesa 16' | Report (FIFA) Report (UEFA) | - A. Iliev 40' |

| Litva           | 1–4                         | Bắc Ireland                                                              |
| --------------- | --------------------------- | ------------------------------------------------------------------------ |
| - Baravykas 55' | Report (FIFA) Report (UEFA) | - Ballard 20' - Washington 52' (ph.đ.) - Lavery 67' - McNair 82' (ph.đ.) |

| Bulgaria      | 1–0                         | Litva |
| ------------- | --------------------------- | ----- |
| - Chochev 82' | Report (FIFA) Report (UEFA) |       |

| Thụy Sĩ | 0–0                         | Ý |
| ------- | --------------------------- | - |
|         | Report (FIFA) Report (UEFA) |   |

| Ý                                                                   | 5–0                         | Litva |
| ------------------------------------------------------------------- | --------------------------- | ----- |
| - Kean 11', 29' - Utkus 14' (l.n.) - Raspadori 24' - Di Lorenzo 54' | Report (FIFA) Report (UEFA) |       |

| Bắc Ireland | 0–0                         | Thụy Sĩ |
| ----------- | --------------------------- | ------- |
|             | Report (FIFA) Report (UEFA) |         |

| Litva                             | 3–1                         | Bulgaria       |
| --------------------------------- | --------------------------- | -------------- |
| - Lasickas 18' - Černych 82', 84' | Report (FIFA) Report (UEFA) | - Despodov 64' |

| Thụy Sĩ                         | 2–0                         | Bắc Ireland |
| ------------------------------- | --------------------------- | ----------- |
| - Zuber 45+3' - Fassnacht 90+1' | Report (FIFA) Report (UEFA) |             |

| Bulgaria           | 2–1                         | Bắc Ireland      |
| ------------------ | --------------------------- | ---------------- |
| - Nedelev 53', 63' | Report (FIFA) Report (UEFA) | - Washington 37' |

| Litva | 0–4                         | Thụy Sĩ                                            |
| ----- | --------------------------- | -------------------------------------------------- |
|       | Report (FIFA) Report (UEFA) | - Embolo 31', 45' - Steffen 42' - Gavranović 90+4' |

| Ý                | 1–1                         | Thụy Sĩ      |
| ---------------- | --------------------------- | ------------ |
| - Di Lorenzo 36' | Report (FIFA) Report (UEFA) | - Widmer 11' |

| Bắc Ireland         | 1–0                         | Litva |
| ------------------- | --------------------------- | ----- |
| - Šatkus 18' (l.n.) | Report (FIFA) Report (UEFA) |       |

| Bắc Ireland | 0–0                         | Ý |
| ----------- | --------------------------- | - |
|             | Report (FIFA) Report (UEFA) |   |

| Thụy Sĩ                                               | 4–0                         | Bulgaria |
| ----------------------------------------------------- | --------------------------- | -------- |
| - Okafor 48' - Vargas 57' - Itten 72' - Freuler 90+1' | Report (FIFA) Report (UEFA) |          |

## Danh sách cầu thủ ghi bàn
Đã có 44 bàn thắng ghi được trong 20 trận đấu, trung bình 2.2 bàn thắng mỗi trận đấu.
3 bàn thắng
- Breel Embolo

2 bàn thắng
- Kiril Despodov
- Todor Nedelev
- Giovanni Di Lorenzo
- Ciro Immobile
- Moise Kean
- Fedor Černych
- Conor Washington
- Steven Zuber

1 bàn thắng
- Ivaylo Chochev
- Atanas Iliev
- Andrea Belotti
- Domenico Berardi
- Federico Chiesa
- Manuel Locatelli
- Giacomo Raspadori
- Stefano Sensi
- Rolandas Baravykas
- Justas Lasickas
- Daniel Ballard
- Shayne Lavery
- Paddy McNair
- Christian Fassnacht
- Remo Freuler
- Mario Gavranović
- Cedric Itten
- Noah Okafor
- Haris Seferovic
- Xherdan Shaqiri
- Renato Steffen
- Ruben Vargas
- Silvan Widmer

1 bàn phản lưới nhà
- Benas Šatkus (trong trận gặp Bắc Ireland)
- Edgaras Utkus (trong trận gặp Ý)

## Án treo giò
Một cầu thủ sẽ bị treo giò ở trận đấu tiếp theo nếu phạm các lỗi sau đây:
- Nhận thẻ đỏ (Án phạt vì thẻ đỏ có thể được tăng lên nếu phạm lỗi nghiêm trọng)
- Nhận 2 thẻ vàng ở 2 trận đấu khác nhau (Án phạt vì thẻ vàng được áp dụng đến vòng play-offs, nhưng không áp dụng ở vòng chung kết hay những trận đấu quốc tế khác trong tương lai)

| Cầu thủ     | Đội tuyển          | Thẻ phạt                                                                 | Treo giò                                    |
| ----------- | ------------------ | ------------------------------------------------------------------------ | ------------------------------------------- |
| Bulgaria    | Valentin Antov     | v Bắc Ireland (31 tháng 3 năm 2021) · v Litva (9 tháng 10 năm 2021)      | v Bắc Ireland (12 tháng 10 năm 2021)        |
| Bulgaria    | Georgi Yomov       | v Ý (2 tháng 9 năm 2021) · v Litva (9 tháng 10 năm 2021)                 | v Bắc Ireland (12 tháng 10 năm 2021)        |
| Bulgaria    | Atanas Iliev       | v Bắc Ireland (31 tháng 3 năm 2021) · v Litva (5 tháng 9 năm 2021)       | v Litva (9 tháng 10 năm 2021)               |
| Bulgaria    | Nikolay Mihaylov   | v Litva (5 tháng 9 năm 2021)                                             | v Litva (9 tháng 10 năm 2021)               |
| Ý           | Manuel Locatelli   | v Bulgaria (28 tháng 3 năm 2021) · v Litva (31 tháng 3 năm 2021)         | v Bulgaria (2 tháng 9 năm 2021)             |
| Litva       | Fedor Černych      | v Thụy Sĩ (28 tháng 3 năm 2021) · v Bulgaria (5 tháng 9 năm 2021)        | v Ý (8 tháng 9 năm 2021)                    |
| Litva       | Domantas Šimkus    | v Ý (31 tháng 3 năm 2021) · v Bulgaria (5 tháng 9 năm 2021)              | v Ý (8 tháng 9 năm 2021)                    |
| Litva       | Egidijus Vaitkūnas | v Ý (31 tháng 3 năm 2021) · v Bulgaria (9 tháng 10 năm 2021)             | v Thụy Sĩ (12 tháng 10 năm 2021)            |
| Bắc Ireland | Jamal Lewis        | v Thụy Sĩ (9 tháng 10 năm 2021)                                          | v Bulgaria (12 tháng 10 năm 2021)           |
| Bắc Ireland | Paddy McNair       | v Bulgaria (31 tháng 3 năm 2021) · v Litvia (2 tháng 9 năm 2021)         | v Thụy Sĩ (8 tháng 9 năm 2021)              |
| Bắc Ireland | George Saville     | v Ý (25 tháng 3 năm 2021) · v Bulgaria (31 tháng 3 năm 2021)             | v Litva (2 tháng 9 năm 2021)                |
| Thụy Sĩ     | Manuel Akanji      | v Bulgaria (25 tháng 3 năm 2021) · v Ý (12 tháng 11 năm 2021)            | v Bulgaria (15 tháng 11 năm 2021)           |
| Thụy Sĩ     | Fabian Frei        | v Ý (5 tháng 9 năm 2021) · v Bắc Ireland (8 tháng 9 năm 2021)            | v Bắc Ireland Ireland (9 tháng 10 năm 2021) |
| Thụy Sĩ     | Remo Freuler       | v Tây Ban Nha tại UEFA Euro 2020 (2 tháng 7 năm 2021)                    | v Ý (5 tháng 9 năm 2021)                    |
| Thụy Sĩ     | Denis Zakaria      | v Bắc Ireland (8 tháng 9 năm 2021) · v Bắc Ireland (9 tháng 10 năm 2021) | v Litva (12 tháng 10 năm 2021)              |